# Pratifelis martini
Il pratifelide (Pratifelis martini) è un felide estinto, vissuto verso la fine del Miocene (circa 8 milioni di anni fa) in Nordamerica.

## Classificazione
L'aspetto di questo felide primitivo doveva essere quello di un grosso ocelotto, o forse di una lince. La mandibola, però, mostra caratteristiche più primitive delle forme attuali, che forse lo avvicinano al più antico Pseudaelurus. Di Pratifelis si conoscono pochi resti fossili, che includono una mandibola rinvenuta in Kansas. L'aspetto e le abitudini, comunque, dovevano essere simili a quelli dei felidi attuali, e il propagarsi delle grandi praterie nel corso del Miocene suggerisce che Pratifelis doveva essere un cacciatore molto attivo.